# Sylvi Saimo
Sylvi Riitta Saimo (ur. 12 listopada 1914 w Jaakkima, zm. 12 marca 2004 w Laukaa) – fińska kajakarka. Złota medalistka olimpijska z Helsinek.
Brała udział w dwóch igrzyskach (IO 48, IO 52). W 1952 roku, przed własną publicznością, wywalczyła złoto w jedynkach na dystansie 500 metrów, jedynej wówczas rozgrywanej konkurencji kobiet. Jej medal był pierwszym złotym krążkiem letnich igrzysk zdobytym przez Finkę. Ma w dorobku dwa medale mistrzostw świata, oba złote (K-1 500 m: 1950, K-2 500 m: 1950).